# Elasmus polistis
Elasmus polistis är en stekelart som beskrevs av Burks 1971. Elasmus polistis ingår i släktet Elasmus och familjen finglanssteklar.
Arten är förekommer över en stor del av jorden och har hittats åtminstone i Brasilien, Tyskland, USA, Indien och Mexiko, samt på Hawaii och Jungfruöarna.